# Megalopta
Megalopta is een geslacht van vliesvleugelige insecten van de familie Halictidae.

## Soorten
- M. aegis (Vachal, 1904)
- M. aeneicollis Friese, 1926
- M. aethautis (Vachal, 1904)
- M. amoena (Spinola, 1851)
- M. atra Engel, 2006
- M. boliviensis Friese, 1926
- M. byroni Engel, Brooks & Yanega, 1997
- M. centralis Friese, 1926
- M. cuprea Friese, 1911
- M. chaperi (Vachal, 1904)
- M. fornix (Vachal, 1904)
- M. furunculosa Hinojosa-Díaz & Engel, 2003
- M. genalis Meade-Waldo, 1916
- M. gibbosa Friese, 1926
- M. lecointei Friese, 1926
- M. nigriventris Friese, 1926
- M. nitidicollis Friese, 1926
- M. noctifurax Engel, Brooks & Yanega, 1997
- M. ochrias (Vachal, 1904)
- M. opacicollis Friese, 1926

- M. peruana Friese, 1926
- M. purpurata Smith, 1879
- M. sodalis (Vachal, 1904)
- M. sulciventris Friese, 1926
- M. tacarunensis Cockerell, 1923
- M. vigilans Cockerell, 1923